# 水文模型
水文模型（Hydrologic Model），是自然系统的抽象，真实世界的概化，是符号的综合体，是自然系统或部分自然系统的符号化，是数学模型用数学语言将自然现象符号化的的水文学应用，是为了模拟水文现象而建立的实体结构和数学结构与逻辑结构。
- 对用户来说，水文模型主要有两大块组成，水文学核心知识和技术外壳。核心知识主要指水文学的各种定义和过程描述，技术外壳包括程序主体、人机接口、数据处理等。

## 相应概念
自然系统(natural system)，在水文学中是自然界的水文循环（hydrological cycle）或我们根据需要所假设的水文循环的一部分。
模拟(simulation)，是水文模型对自然系统的动态描述，也可以说是对自然系统行为的模范。
子模型(submodel)算法(routine)组件(component)，是复杂水文模型的组成部分。
对象(object)是人们能够想到的物体和过程；
行为(agent)是根据对对象获取了知识，并将知识应用语其他对象的过程。
参数(parameter)是

## 分类
- 按照建模角度分，有：集总式水文模型、分布式水文模型。
- 按照建模手段分，有：物理模型（实体模型）、电子模型、数学模型。